# Italiensk munkhätta
Italiensk munkhätta (Arum italicum) är en art i familjen kallaväxter och förekommer naturligt i större delen av västra och södra Europa, till Irak, nordvästra Afrika. Italiensk munkhätta odlas ibland som trädgårdsväxt i Sverige.
Hela växten, särskilt den färska roten, innehåller gifter som förstörs vid kokning eller torkning

## Underarter
Arten är extremt mångformig och flera underarter har urskiljs över åren. Dock verkar de svårt att urskilja stabila underarter som kan definieras och identifieras i naturen. Den geografiskt isolerade subsp. canariense från Kanarieöarna tycks dock erkännas av de flesta botaniker.

## Synonymer
subsp. italicum
- Arum albispathum Steven ex Ledeb.
- Arum divaricatum Dulac
- Arum facchinii Porta ex Hruby
- Arum italicum f. majoricense (L.Chodat) Mus, Pericás & Rosselló
- Arum italicum subsp. albispathum (Steven) Prime
- Arum italicum subsp. majoricense (L.Chodat) O.Bolòs, Masalles & Vigo
- Arum italicum subsp. neglectum (F.Towns.) Prime
- Arum italicum var. foucaudii Corb.
- Arum italicum var. immaculatum DC.
- Arum italicum var. intermedium' Mutel
- Arum italicum var. neglectum F.Towns.
- Arum majoricense Chodat
- Arum modicense Sprenger
- Arum numidicum Schott
- Arum ponticum Schott
- Arum provinciale Sommier ex Hruby

subsp. canariense (Webb & Berthel.) P.C.Boyce
- Arum canariense Webb & Berthel.